# Saint-Martial, Gironde
 Saint-Martial  là một xã thuộc tỉnh Gironde trong vùng Aquitaine tây nam nước Pháp. Xã này nằm ở khu vực có độ cao trung bình 85 mét trên mực nước biển.